# 麻雀新聞
麻雀新聞（まーじゃんしんぶん）は、株式会社麻雀新聞が発行する麻雀業界の専門紙。1977年5月10日創刊。
タブロイドの月刊紙で、毎月10日発行。発行部数は25,000部（2019年）。基本的には全国個別配達をしている。
麻雀愛好家に有益な情報を掲載する事を目的としている。

## 紙面
1面は特集項目。最終面は全面広告となる。
基本的には全国各地で行われた麻雀大会の情報を掲載し、定期的に「人と経営」という雀荘特集企画を行っている。

## 特集記事
| 二足の草鞋を履く雀士             | 本業と雀士を兼ねる著名人へのインタビュー             |
| 麻雀を教えるって、どういうこと？ | 麻雀教室を開講したい方向けのコラム                   |
| 新式麻雀タクティクス             | 新時代の麻雀戦術を紹介するコラム                     |
| 〇〇と麻雀                       | あるテーマに沿って麻雀を紹介するコラム               |
| ふうえい裏話                     | 行政書士による風俗営業に関するコラム                 |
| 麻雀長屋のひとびと               | 落語家が麻雀をテーマに現代社会を叩き切るコラム       |
| いきいき人生                     | 楽しく生きる為のささやかな処方箋をテーマにしたコラム |